# Antonio Floceano
Antonio Floceano (Jatrinoli, prima metà del '500 – ...) è stato un giurista italiano.

## Biografia
Antonio Floceano, del quale Gabriele Barrio nelle Prolegomenie sulle Antichità e luoghi della Calabria (Roma 1571), scrive: "Iatrinonum quasi medicinale cum linis optimis. Ex hoc pago fuit Antonius Floceanus iureconsultus eximius, nostra aetate, qui Neapoli magnae fuit existimationis...", fu un giureconsulto esimio, anche se scarnissime sono le fonti documentali e archivistiche che lo riguardano.
Tommaso Aceti (Roma 1737), nelle note al Barrio, infatti specifica traducendo "Iotrinono, quasi medicinale, con ottime stoffe di cotone. Di questo villaggio fu Antonio Floceano, giureconsulto esimio nella nostra età, il quale godette di grande stima in Napoli".